# یهودستیزی اقتصادی
یهودستیزی اقتصادی دیدگاه منفی نسبت به یهودیان به خاطر موقعیت شغلی، اقتصادی و رفتاری یهودیان در اقتصاد است. این مجموعه تفکرها معمولاً شامل اقدامهای دولت و قوانین خاص آن در ارتباط با یهودیان نیز می‌شود.

## دیدگاه منفی
معمولاً در این دیدگاه‌های یهودیان به عنوان گروهی خشن و وحشی از نظر اقتصادی معرفی می‌شوند یا گروهی توطئه‌گر که رهبران اقتصاد هستند و به دنبال تصاحب دنیا هستند دیده می‌شوند. در تمامی طول تاریخ ارتباط یهودیان با حرص مالی، رباخواری و وامدهی اتفاقهای یهودستیزانه شدیدی ایجاد کرده‌است. بعضی تاریخدانان معتقدند که دیدگاه امروزه زاییده تاریخ دیدن یهودیان به عنوان گروهی قوی و حریص است. یهودستیزی اقتصادی یکی از مهمترین و پایدارترین قسمتهای یهودستیزی است.
معمولاً یهودستیزان معتقد هستند که یهودیان کنترل اقتصاد دنیا را در دست دارند. این ادعا به صورت مکتوب در کتاب پروتکل بزرگان صهیون منتشر شده‌است و بعداً نیز توسط هنری فورد مؤسس کارخانه فورد گسترش یافت. بسیاری مسلمانان نیز معتقد به وجود این تئوری توطئه هستند که از آن جمله می‌توان به کتاب رابطه مخفی بین سیاهپوستان و یهودیان منتشر شده توسط جامعه اسلام را ذکر کرد.
جرالد کلفتز می‌نویسد که در این تئوری توطئه یهودیان کنترل بانکها، حجم نقدینگی، اقتصاد، جامعه و دنیا را در اختیار دارند. کلفتز به تعداد زیادی از الفاظ و ضرب‌المثلهای زبانهای مختلف اشاره می‌کند که در آن یهودیان به عنوان حریص، خسیس، و خشن و بیرحم در اعمال اقتصادی ذکر می‌شوند. کلفتز معتقد است تا قبل از قرن نوزدهم و آزادسازی یهودیان از محله‌های آنها معمولاً دید نسبت به یهودیان به حماقت آنها اشاره دارد ولیکن بعد از آزاد شدن یهودیان از محله‌های خود و به دست آوردن حق شهروندی و قدرت گرفتن آنان در اقتصاد معمولاً این ضرب‌المثلها به زیرکی و توطئه‌گری آنها متوجه است.
آبراهام فاکسمن رئیس اتحادیه ضد افترا یهودستیزی اقتصادی را دارای ۶ عنصر زیر تعریف می‌کند:
1. تمامی یهودیان ثروتمند هستند.
2. یهودیان خسیس و حریص هستند.
3. یهودیان قدرتمند دنیای اقتصاد را کنترل می‌کنند.
4. دین یهودیت سود و ماتریالیسم را توصیه می‌کند.
5. در دین یهودیت کلاهگذاشتن بر سر غیریهودیان (جنتیلها) از نظر شرعی دارای اشکال نیست.
6. یهودیان از قدرت خود تنها برای کمک به نژاد خود استفاده می‌کنند.

### آمار
بر اساس آمار اتحادیه ضد افترا در نظرسنجی که در آن میزان موافقت مردم با جمله یهودیان دارای قدرت بیش از حد در اقتصاد هستند در مجارستان ۶۱٪، در اتریش ۴۱٪، در سوئیس ۴۰٪، در بلژیک ۴۰٪، در انگلستان ۲۰٪ و در هلند ۱۳٪ است. در نظرسنجی دیگری در سال ۲۰۰۹ ۳۱٪ اروپاییان یهودیان را مقصر مشکلات اقتصادی سال ۲۰۰۸ دنیا خواندند.

## زیرساخت دیدگاه‌های منفی

### کلاهبرداری در معامله
در بیشتر کشورهای اروپایی تا قرن نوزدهم یهودیان به عنوان افرادی شناخته می‌شدند که در معامله تقلب می‌کنند. بیشتر مسیحیان در معاشرت اقتصادی با یهودیان دید منفی به آنان داشتند و آنان را به تقلب و دروغگویی متهم می‌کردند.

### ممنوعیت شغلی
بسیاری کشورهای دنیا تا قرن هجدهم و نوزدهم ممنوعیتهای خاصی برای شغلهای یهودیان داشتند. از این رو بسیاری یهودیان در شغلهایی که از نظر اجتماع منفور بود نظیر مأمور مالیات و رباخوار بودند. این نوع شغلها معمولاً به عنوان شغلی شیطانی ولی لازم در نظر گرفته می‌شد. به دلیل اینکه گرفتن سود بر روی پول در مسیحیت ممنوع بود این شغل به صورت کامل در اختیار یهودیان بود. از این رو ارتباط زیادی بین یهودیت و رباخواری در بین مردم شکل گرفت.

### دلالی
بسیاری از اروپاییان دارای این دید منفی نسبت به یهودیان بودند که یهودیان هیچ چیز ارزشمندی تولید نمی‌کنند و تنها خاصیت اقتصادی آنان عمل به عنوان دلال است. از این رو در این دیدگاه یهودیان به عنوان انگلهای اقتصادی شناخته می‌شدند که غیریهودیان (جنتیلها) را در کارهای واقعی خود استثمار می‌کردند. کرفتز می‌نویسد که تقریباً تمامی شغلهایی که در اروپا با دلالی عجین شده بود در اختیار کامل یهودیان بود. به دلیل اینکه یهودیان بیشتر در شغلهایی مانند پزشکی و وکالت حضور دارند و حضور آنان در شغلهای پایین اجتماع کم است دید منفی دیگری یهودیان را با قدرت شغلی عجین می‌کند. بیشتر یهودیان معمولاً در شغلهایی مشغول به کار بودند که کار بدنی کمی داشت و از این رو مورد نفرت بقیه مردم بودند. همچنین معمولاً به دلیل اینکه یهودیان به صورت بسیار زیادی از کشوری به کشور دیگر اخراج می‌شدند یا مهاجرت می‌کردند اکثر شغلهای مورد انتخاب آنان دارای اتصال زیادی به زمین نبود. معمولاً وارد شدن یهودیان به هر منطقه اعتراض زیادی از مسیحیان و غیریهودیان آن منطقه را برمی‌انگیخت. یهودیان معمولاً افرادی شناخته می‌شدند که به صورت خشن و بیرحم به دنبال سود مالی هستند و هیچگونه فرهنگ و تمدنی ندارند.

### حسادت
بعضی دیگر معتقدند دلیل یهودستیزی اقتصادی حسادت غیریهودیان به ثروت یهودیان است. ماروین پری معتقد است دلیل یهودستیزی اقتصادی این است که معمولاً تاجران غیریهودی قدرت مقابله با قدرت و ثروت تاجران یهودی را ندارند. آبراهام فاکسمن معتقد است دلیل یهودستیزی اقتصادی در اروپا ممکن است به بدهی مالی تاجران غیریهودی به یهودیان مرتبط باشد.

### مقصران کاپیتالیسم
یهودیان به‌طور گسترده به عنوان مجریان اصلی کاپیتالیسم شناخته می‌شدند و با ایجاد جنبشهای ضد کاپیتالیستی معمولاً یهودستیزی افزایش میافت. معمولاً دلیل اصلی بدیهای کاپیتالیسم به دلیل حضور پررنگ یهودیان و اعمال اقتصادی آنان شناخته می‌شد. یهودیان معمولاً به عنوان افرادی که انگل اقتصادی بودند شناخته می‌شدند.
کارل مارکس، که خود یهودی زاده بود، یهودیان را به صورت خاصی مورد انتقاد قرار می‌داد و فعالیتهای اقتصادی آنان را غیرمفید می‌خواند.

### یهودیان به عنوان سوسیالیست و کمونیست
معمولاً بلشویسم یهودی یک دیدگاه منفی یهودستیزانه است که در آن یهودیان به عنوان نیروی اصلی پشت پرده جنبش کمونیست شناخته می‌شوند. این دیدگاه در بین روسیه تزاری و طرفداران آن و در زمان دولت آلمان نازی به شدت گسترش یافت.

## در ادبیات
در بسیاری نوشتارهای ادبی یهودیان به عنوان توطئه گران اقتصادی شناخته می‌شوند.
در رمان تاجر ونیزی نوشته ویلیام شکسپیر شخصیت شایلاک یهودی با رباخواری و بیرحمی اقتصادی عجین شده‌است. بسیاری معتقدند شخصیت شایلاک نشاندهنده غریبه بودن و متفاوت بودن یهودیان است.
در رمان الیور تویست شخصیت فاگین نیز نشاندهنده دید منفی یهودستیزانه است.
عزرا پاند نویسنده آمریکایی در اشعار خود یهودیان را انگل اقتصادی خوانده‌است.